# Kenema
Kenema is een stad in Sierra Leone en is de hoofdplaats van de provincie Eastern.
Kenema telde in 2004 bij de volkstelling 137.696 inwoners.

## Religie
De stad is sinds 1970 de zetel van een rooms-katholiek bisdom.

## Geboren
- Kei Kamara (1984), voetballer
- Michaela DePrince (1995-2024), danseres